# ゲンロン叢書
ゲンロン叢書（げんろんそうしょ）は、株式会社ゲンロンが2018年に創刊した人文書レーベル。
株式会社ゲンロンが運営している「ゲンロンカフェ」での対談、出版している電子雑誌『ゲンロンβ』に連載された記事を下敷きにしたものや哲学者・東浩紀の著作物を多く扱っている。

## 既刊
- 『新復興論』小松理虔、2018年9月
  - 第18回大佛次郎論壇賞、受賞[1]。
  - 増補版（2021年3月）
- 『新記号論 脳とメディアが出会う時』石田英敬、東浩紀、2019年3月
- 『テーマパーク化する地球』東浩紀、2019年6月
- 『新しい目の旅立ち』プラープダー・ユン（福冨渉訳）、2020年2月
  - 第31回福岡アジア文化賞 芸術・文化賞を受賞した[2]。
- 『新写真論 スマホと顔』大山顕、2020年3月
- 『哲学の誤配』東浩紀、2020年5月
- 『新対話編』東浩紀、2020年5月
- 『新プロパガンダ論』辻田真佐憲、西田亮介、2021年1月
- 『新映画論 ポストシネマ』渡邉大輔、2022年2月
- 『世界は五反田から始まった』星野博美、2022年7月
  - 第49回大佛次郎賞、受賞。
- 『中国における技術への問い　宇宙技芸試論』ユク・ホイ著　伊勢康平訳、2022年8月。
- 『観光客の哲学 増補版』東浩紀、2023年6月。『ゲンロン0. 観光客の哲学』株式会社ゲンロン、第71回毎日出版文化賞(人文・社会部門)受賞）の増補版。
- 『訂正可能性の哲学』東浩紀、2023年9月